# Síndrome del celibato
El síndrome del celibato (en japonés: セックスしない症候群, sekkusu shinai shōkōgun) es una hipótesis de los medios de comunicación que propone que un número creciente de adultos japoneses han perdido el interés en la actividad sexual o no desean sexo, en referencia al innumerable número de jóvenes japoneses que se consideran asexuales, sexualmente abstinentes, incluyendo muchos otros que detestan o desprecian el contexto de las actividades sexuales en general. Además, muchos de ellos han perdido el interés por el amor romántico, las citas y el matrimonio. A raíz de un reportaje publicado en The Guardian, la teoría obtuvo una amplia atención en los medios de comunicación ingleses en 2013, y posteriormente fue refutada por varios periodistas y blogueros.

## Informes y causas
Además del celibato, la teoría cita la disminución del número de matrimonios y de las tasas de natalidad en Japón. Según las encuestas realizadas por la Asociación Japonesa para la Educación Sexual, entre 2011 y 2013 aumentó el número de estudiantes universitarios que declaraban ser vírgenes. Además, las encuestas realizadas por la Asociación Japonesa de Planificación Familiar (JFPA) indicaron un alto número de mujeres japonesas que informaron que «no estaban interesadas en el contacto sexual o lo despreciaban». Mientras tanto, las encuestas realizadas por el Instituto Nacional de Población e Investigación de la Seguridad Social en Japón en 2008 y 2013, revelaron que el número de hombres y mujeres japoneses que informaron no estar en ningún tipo de relación romántica creció en un 10%.
La teoría atribuye dos posibles causas a estos informes: las dos últimas décadas de estancamiento económico, así como la elevada desigualdad de género en Japón.

## Crítica
Joshua Keating acusó a The Guardian y a otros medios de comunicación de utilizar datos «escogidos a dedo» para hacer una afirmación sensacionalista que apela a las nociones occidentales de un «Japón raro». The Washington Post señaló estadísticas contrarias que indican que los jóvenes japoneses mantienen relaciones sexuales con más frecuencia que nunca.